# سیپرو (متروی رم)
سیپرو (ایتالیایی: Cipro؛ با نام سابق قبرس–موزه واتیکان (ایتالیایی: Cipro–Musei Vaticani)) یک ایستگاه زیرزمینی در خط آ در متروی رم است که در سال ۱۹۹۹ تأسیس شد. این ایستگاه بین خیابان سیپرو و خیابان آنجلو امو قرار دارد.
سیپرو نام کشور قبرس به زبان ایتالیایی است و خیابانی که این ایستگاه در آن قرار گرفته نیز نام خود را از آن گرفته است. چندین خیابان در منطقهٔ اطراف این ایستگاه به افتخار افراد و مکان‌های مرتبط با تاریخ جمهوری ونیز و سایر جمهوری‌های دریایی نام‌گذاری شده‌اند.

## یافته‌های باستان‌شناسی
در آتریوم روباز ورودی این ایستگاه که پایین‌تر از سطح خیالان قرار داد، برخی یافته‌های باستان‌شناسی یافت‌شده در سال‌های ۱۹۹۳ و ۱۹۹۴، که در پی حفاری بخش اکتاویوس–باتیستینی خط آ متروی رم کشف شدند، در یک ویترین به نمایش درآمده‌اند. این اشیاء شامل یک تابوت‌دان ساخته‌شده از مرمر کارارا مربوط به سده سوم میلادی، یک کوزهٔ خاکستر جسد و تعدادی کتیبه می‌شوند. در محلهٔ اطراف ایستگاه، که در زمان رم باستان خارج از محدودهٔ رم بود، یک محوطهٔ گورستان بزرگ‌تر قرار داشته است.
در سال ۱۹۹۱، شهرداری رم تصمیم داشت که این ایستگاه را با نام مسکو نام‌گذاری کند. در مقابل یکی از ایستگاه‌های متروی مسکو نیز با نام ریمسکایا (به معنی «رومی» در زبان روسی) نام‌گذاری شد.

## خدمات
این ایستگاه دارای خدمات زیر است:
- دسترسی برای معلولین
- ۲۷۷ جایگاه پارکینگ
- آسانسور
- پله برقی
- پایانه اتوبوس

## مکان‌های اطراف
- موزه‌های واتیکان